# Campiglossa fibulata
Campiglossa fibulata är en tvåvingeart som först beskrevs av Wulp 1900.  Campiglossa fibulata ingår i släktet Campiglossa och familjen borrflugor. Inga underarter finns listade.